# Klinika Neurochirurgii WUM
Klinika Neurochirurgii WUM (lub Oddział Kliniczny Neurochirurgii i Neuroortopedii lub Oddział Kliniczny Neurochirurgii i Neuropediatrii) – oddział kliniczny Centralnego Szpitala Klinicznego Uniwersyteckiego Centrum Klinicznego Warszawskiego Uniwersytetu Medycznego (UCK WUM). Klinika mieści się przy ulicy Banacha 1A, we warszawskiej Ochocie.

## Działalność[1]
Oddział Kliniczny Neurochirurgii i Neuropediatrii jest znaczącym ośrodkiem w zakresie neurochirurgii w skali kraju, czemu wyraz dają następujące statystyki:
- około 2800 konsultacji rocznie, udzielanych w Poradni Neurochirurgicznej działającej przy Oddziale

- około 1200 chorych leczonych w skali roku
- około 900 operacji wykonywanych w skali roku

### Najważniejsze procedury medyczne przeprowadzane w Klinice
- leczenie operacyjne tętniaków i naczyniaków mózgu i rdzenia kręgowego
- leczenie wewnątrznaczyniowe tętniaków i naczyniaków,
- leczenie operacyjne guzów mózgu i rdzenia kręgowego
- leczenie guzów przysadki mózgowej metodą mikrochirurgiczną i endoskopowo,
- leczenie guzów podstawy czaszki metodą mikrochirurgiczną i endoskopowo,
- leczenie operacyjne osłoniaków przedsionkowych (m.in. nerwiaków nerwu słuchowego),
- leczenie operacyjne głuchoty w przypadkach mnogich guzów mózgu (z użyciem implantów),
- leczenie operacyjne zespołu Arnolda-Chiariego i jamistości rdzenia kręgowego,
- leczenie operacyjne guzów oczodołu,
- leczenie operacyjne porażenia nerwu twarzowego,
- diagnostyka i leczenie operacyjne padaczki lekoopornej, Kwas 5-aminolewulinowy
- leczenie wodogłowia (m.in. operacje endoskopowo)
- leczenie operacyjne dyskopatii kręgosłupa (w odcinku szyjnym, piersiowym i lędźwiowym),
- stabilizacje instrumentalne kręgosłupa (m.in. metodami małoinwazyjnymi),
- leczenie spastyczności za pomocą pompy baklofenowej,
- leczenie urazów czaszkowo-mózgowych

### Bezpieczeństwo pacjenta podczas zabiegu
Wśród najbardziej zaawansowanych stosowanych w Klinice technik wspierających bezpieczeństwo pacjenta w trakcie zabiegu należy wymienić:
- technikę szybkiej stymulacji komór serca
- technikę usuwania guzów w wybudzeniu, a także z użyciem 5-ALA (kwasu 5-aminolewulinowego)
- stałe monitorowanie funkcji mózgu w czasie zabiegu (MEP, SEP)
- śródoperacyjną wideoangiografię zielenią indocyjaninową
- neuronawigacja

### Bezpieczeństwo pooperacyjne pacjenta
Obecność neurorehabilitantów w Klinice umożliwia wczesną rehabilitację pacjentów po najpoważniejszych operacjach mózgu i rdzenia kręgowego.

## Osiągnięcia[1]
Klinika Neurochirurgii WUM może pochwalić się znaczącymi osiągnięciami w dziedzinie neurochirurgii nie tylko w skali kraju, ale również na arenie światowej. Wpływ na to mają m.in:
- Wiodąca pozycja i największe w skali kraju doświadczenie w zakresie operacji tętniaków wewnątrzczaszkowych (we wczesnym okresie po krwotoku podpajęczynówkowym)
- Ponad 45-letnie doświadczenie w diagnostyce i leczeniu operacyjnym padaczki lekoopornej
- Ponad 40-letnie doświadczenie w diagnostyce i leczeniu operacyjnym zespołu Arnolda-Chiariego (znanego również jako malformacje Chiariego)
- Wieloletnie doświadczenie i innowacyjność w zakresie leczenia malformacji tętniczo-żylnych mózgu i rdzenia kręgowego oraz chirurgii kręgosłupa
- Innowacje na skalę kraju w leczeniu chirurgicznym gruczolaków przysadki mózgowej

Poniższe zestawienie z większą dokładnością prezentuje schorzenia, na polu leczenia których, Klinika wniosła swój najbardziej znaczący wkład.

### Przewlekłapadaczkalekooporna
Klinika wprowadziła zaawansowane metody leczenia przewlekłej padaczki lekoopornej: kalozotomię (ang. callosotomy; przecięcie ciała modzelowatego), oraz stymulację nerwu błędnego

### Tętniakiwewnątrzczaszkowe orazwazokonstrykcjapo krwotoku z pękniętegotętniaka
Klinika posługuje się innowacyjnymi technikami leczenia operacyjnego tętniaków wewnątrzczaszkowych, z wykorzystaniem wideoangiografii z zielenią indocyjaninową oraz szybkiej stymulacji serca. Zabiegi przeprowadzane przy wykorzystaniu techniki szybkiej stymulacji serca stanowią przełom w leczeniu pacjentów uważanych wcześniej za nieoperacyjnych, bądź nienadających się do embolizacji.
Ponadto, Oddział ma na swoim koncie wprowadzenie embolizacji tętniaków wewnątrzczaszkowych przy użyciu spiral i stenów, w tym stenów kierunkujących przepływ krwi.
Celem profilaktyki skurczu naczyń krwionośnych (tzw. wazokonstrykcji) po wcześniejszym krwotoku z pękniętego tętniaka, Klinika z sukcesem wdrożyła nowoczesne procedury medyczne, takie jak zastosowanie blokerów kanału wapniowego wraz z tkankowym aktywatorem plazminogenu (t-Pa)

### Guzy mózgu
Oddział Kliniczny Neurochirurgii i Neuropediatrii jest pierwszą w Polsce jednostką, w której wykonywano usuwanie gruczolaków przysadki na drodze transsfenoidalnej (łac. trans ("przez") + sphenoidalis, od os sphenoidale oznaczającego w języku łacińskim kość klinową (ang. sphenoid bone), będącą częścią podstawy czaszki.).
W Klinice Neurochirurgii WUM prowadzone są operacje guzów okolic elokwentnych mózgu (ang. eloquent brain) w wybudzeniu (ang. awake craniotomy). Taka procedura poprawia bezpieczeństwo zabiego poprzez umożliwienie zespołowi chirurgów uważnego monitorowania funkcji motorycznych pacjenta w krytycznych fazach operacji.

### Głuchota wynikająca z obecności mnogich guzów wewnątrzczaszkowych
Klinika wdrożyła procedurę wszczepiania słuchowych implantów pniowych (ang. auditory brainstem implants (ABI)), podnosząc tym samym efektywność leczenia głuchoty wynikającej z obecności mnogich guzów wewnątrzczaszkowych.

### Patologie podstawy czaszki
Klinika aktywnie rozwija techniki endoskopowych dostępów operacyjnych w zakresie chirurgii podstawy czaszki (łac. basis cranii). W ramach współpracy międzywydziałowej, zespół Kliniki bierze udział w zabiegach uwzględniających najbardziej skomplikowane dostępy chirurgiczne do guzów podstawy czaszki, co umożliwia usuwanie rozległych nowotworów uznawanych wcześniej za nieoperacyjne.

### Patologie kręgosłupa
Klinika korzysta z najnowszych, małoinwazyjnych technik w chirurgii kręgosłupa, w tym stabilizacji lędźwiowej metodą tzw. korowej trajektorii śrub (ang. CBT - Cortical Bone Trajectory). 

### Porażenie twarzy
Klinika może pochwalić się udoskonaleniem metod reanimacji porażonej twarzy za pomocą zespoleń nerwu twarzowego (łac. nervus facialis) z nerwem podjęzykowym (łac. nervus hypoglossus) i z nerwem żwaczowym ( łac. nervus massetericus).